# Wye, Kent
Wye är en ort i grevskapet Kent i sydöstra England. Orten ligger i distriktet Ashford och civil parishen Wye with Hinxhill. Den är belägen vid floden Stour, cirka 6 kilometer nordost om Ashford. Tätorten (built-up area) hade 2 063 invånare vid folkräkningen år 2021.
Wye var en civil parish fram till 1987 när blev den en del av Wye with Hinxhill. Civil parishen hade 1 989 invånare år 1961. Wye nämndes i Domedagsboken (Domesday Book) år 1086, och kallades då Wi.